# Néstor Lorenzo
Néstor Gabriel Lorenzo (Buenos Aires, 1966. február 26. –) argentin válogatott labdarúgó. 

## Klubcsapatban
1985 és 1989 között az Argentinos Juniorsban játszott. 1989-ben Olaszországba szerződött a Bari együtteséhez, ahol egy évet töltött. 1990-től 1992-ig Angliában a Swindon Town játékosa volt. 1992-ben hazatért a San Lorenzóhoz, amit két évig erősített. Később szerepelt még a Banfield (1994–95), a Ferro Carril Oeste (1995–96) és a Boca Juniors (1996–97) csapatában. 

## A válogatottban
1988 és 1990 között 13 alkalommal szerepelt az argentin válogatottban és 1 gólt szerzett. Tagja volt az 1988. évi nyári olimpiai játékokon szereplő válogatott keretének és részt vett az 1990-es világbajnokságon, ahol a Kamerun elleni csoportmérkőzésen és az NSZK elleni döntőben kezdőként lépett pályára.

### Edzőként
2021 és 2022 között a perui Melgar vezetőedzője volt. 2022-ben kinevezték a kolumbiai válogatott szövetségi kapitányának.

## Sikerei, díjai
Argentinos Juniors
- Copa Interamericana (1): 1986

AS Bari
- Közép-európai kupa (1): 1990

Argentína
- Világbajnoki döntős (1): 1990